# Kálló (ér)
A Kálló a Berettyónak Pocsaj és Esztár között kiszakadó ága, mely Konyáron, Tépén, Derecskén, Földesen és Sápon keresztül a biharnagybajomi határban újra a Berettyó Nagy-Sárrétjébe tér vissza.
A Kálló vízgyűjtő területe 1100 négyzetkilométer.
A Kálló szedte össze a Hajdú-Bihar vármegye és Szabolcs-Szatmár-Bereg vármegye homokbuckáiról lezúduló úgynevezett „nyíri folyások” vizeit.